# Габриела Мистраль
Луси́ла де Мари́а дель Перпе́туо Соко́рро Годо́й Алькая́га, сокращённо Лусила Годой Алькаяга (исп. Lucila de María del Perpetuo Socorro Godoy Alcayaga), более известна под псевдонимом Габрие́ла Мистра́ль (исп. Gabriela Mistral; 7 апреля 1889 — 10 января 1957) — чилийская поэтесса, просветительница, дипломат, борец за права женщин, лауреат Нобелевской премии по литературе.
Вместе с Пабло Нерудой, Висенте Уидобро и Пабло де Рока, Мистраль включается в Большую четвёрку чилийской поэзии.

## Биография
Родилась в семье профессора и поэта, родители — испанского происхождения. Хотя отец ушёл из дома, когда ей было около трёх лет, Габриэла любила его и всегда защищала. С 16 лет работала учительницей. При этом сама не закончила формального образования, поскольку была исключена из нормальной школы без объяснения причин (сама она считала, что школьному капеллану не угодили её статьи в поддержку всеобщего образования для всех социальных классов).
Преподавала в различных школах и лицеях, в 1918 году была назначена министром образования Педро Агирре Сердой директрисой лицея Сары Браун в Пунта-Аренас. Однако когда в 1921 году она возглавила самый престижный женский лицей Сантьяго, обойдя кандидатку от Радикальной партии, кривотолки побудили её принять приглашение министра образования Мексики Хосе Васконселоса перебраться работать в его страну, участвуя в разработке реформы школ и библиотек. В этот период она также получила признание за свою журналистскую деятельность и лекции, которые давала в США, странах Латинской Америки и Карибского бассейна.
С 1924 года — на дипломатической работе, провела остаток жизни за границей. Сперва работала в Италии и Франции, а также латиноамериканской представительницей в Международном комитете по интеллектуальному сотрудничеству, в 1933—35 — в Испании, в 1935—37 — в Португалии, в 1938—46 — в Бразилии, США. Участвовала в работе Лиги Наций и ООН (1946 года). Работая консулом в Мадриде, пересекалась со своим коллегой и другом Пабло Нерудой, который также получит Нобелевскую премию по литературе.
Первые стихи опубликовала в 1903 году. Личная драма, пережитая Мистраль, вдохновила её на создание трагических «Сонетов смерти» (1914). Книга стихов «Отчаяние» (1922) выразила сокровенные чувства поэтессы. Второй сборник стихов Мистраль — «Тала» (1938) свидетельствует о расширении диапазона её поэзии: исповедь мятущейся души вбирает в себя чувства миллионов простых людей Латинской Америки. Одной из первых на континенте Мистраль сделала достоянием поэзии мироощущения индейцев, соединив традиции испанского стихотворения с первобытно свежей анимистической образностью. Последний её сборник — «Давильня» (1954).
В 1945 году становится лауреатом Нобелевской премии по литературе «За поэзию истинного чувства, сделавшую её имя символом идеалистического устремления для всей Латинской Америки».
Чилийская поэтесса взяла псевдоним (аллоним) в честь провансальского поэта Фредерика Мистраля. Интересно, что он также был удостоен Нобелевской премии в 1904 году.
В честь Габриелы Мистраль назван кратер на Меркурии.
Габриела Мистраль была лесбиянкой, была опубликована её любовная переписка с Дорис Даной.

## Книги
- «Сонеты Cмерти» (Sonetos de la Muerte, 1914)
- «Отчаяние» (Desolación, 1922)
- Lecturas para Mujeres (1923)
- «Нежность» (Ternura, 1924)
- Nubes Blancas y Breve Descripción de Chile (1934)
- «Рубка леса» (Tala, 1938)
- Antología (1941)
- «Давильня» (Lagar, 1954)
- Recados Contando a Chile (1957)
- Poema de Chile (1967, опубликовано посмертно)

### Публикации на русском языке
- Грустный бог (На испанском и русском языках). М.: Центр книги Рудомоно, (2018)

## Память
В 2010 году в Сантьяго открыт Культурный центр её имени (Centro Cultural Gabriela Mistral — GAM).
В Испании именем Габриелы Мистраль названы улицы нескольких городов (Calle Gabriela Mistral).